# Abaunza
Abaunza (en euskera y oficialmente Abauntza) es un despoblado que actualmente forma parte del concejo de Erenchun, que está situado en el municipio de Iruraiz-Gauna, en la provincia de Álava, País Vasco (España).

## Toponimia
A lo largo de los siglos ha sido conocido con los nombres de Abaunza y Habaunza.

## Historia
Documentado desde 1089, en la actualidad es un barrio del concejo de Erenchun.

## Monumentos
- Iglesia de Nuestra Señora de la Asunción[5]